# Raión de Noyemberyan
El raión de Noyemberyan es uno de los cuatro raiones que forman la provincia armenia de Tavush. Se encuentra al norte de la provincia, con una población a fecha de 12 de octubre de 2011 de 29 346 habitantes.
Está formado por las siguientes localidades:
- Archis 1125
- Ayrum 2126
- Baghanis 893
- Bagratashen 2732
- Barekamavan 345
- Berdavan 2987
- Debetavan 669
- Deghdzavan 287
- Dovegh 534
- Haghtanak 1161
- Jujevan 514
- Koghb 4420
- Koti 2014
- Lchkadzor 433
- Noyemberyan 5310
- Ptghavan 831
- Voskepar 818
- Voskevan 1256
- Zorakan 891[1]